# Reihing (Patriziergeschlecht)

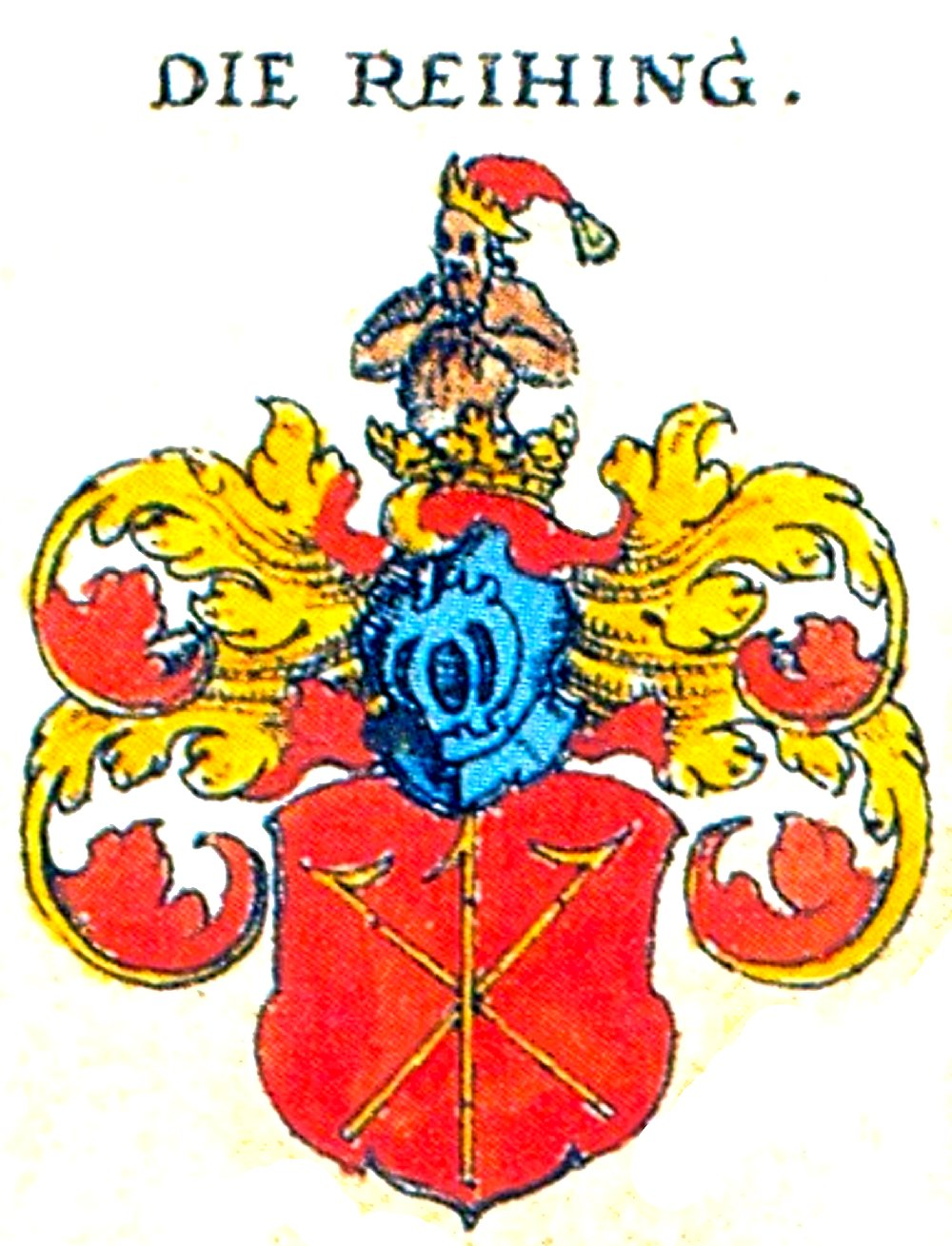
Wappen der Reihing in Siebmachers Wappenbuch von 1605, korrekt gespiegelt

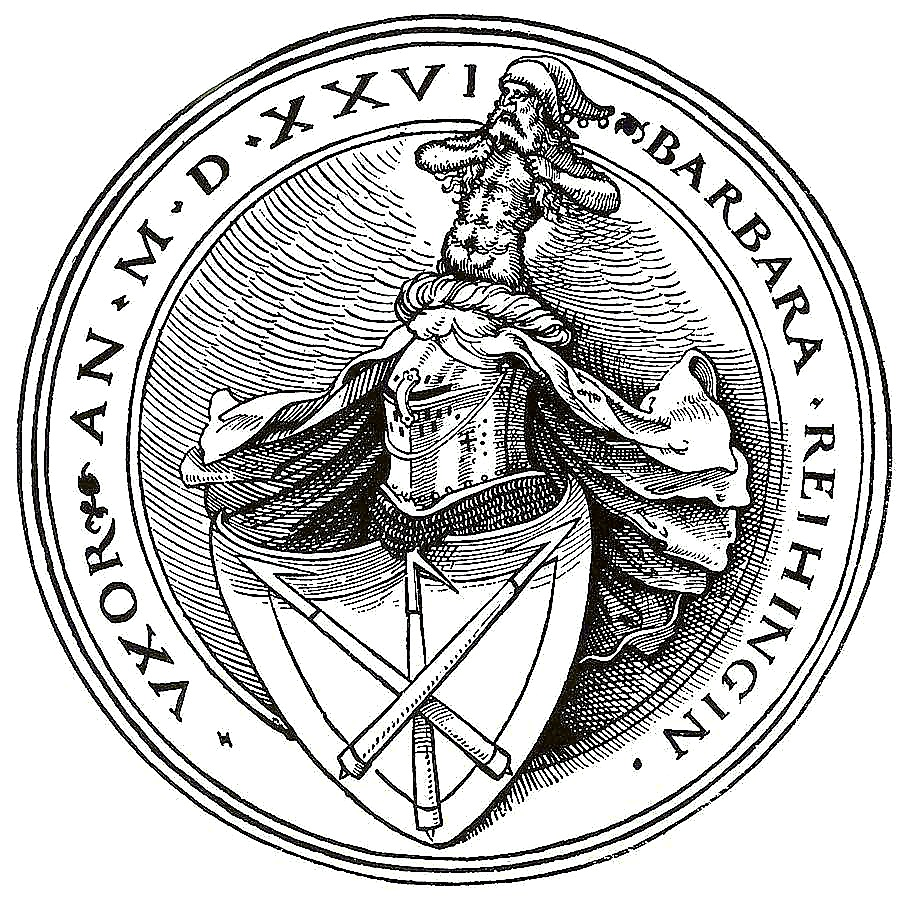
Wappen der Barbara Reihing, Holzschnitt 1526 von Hans Burgkmair dem Älteren

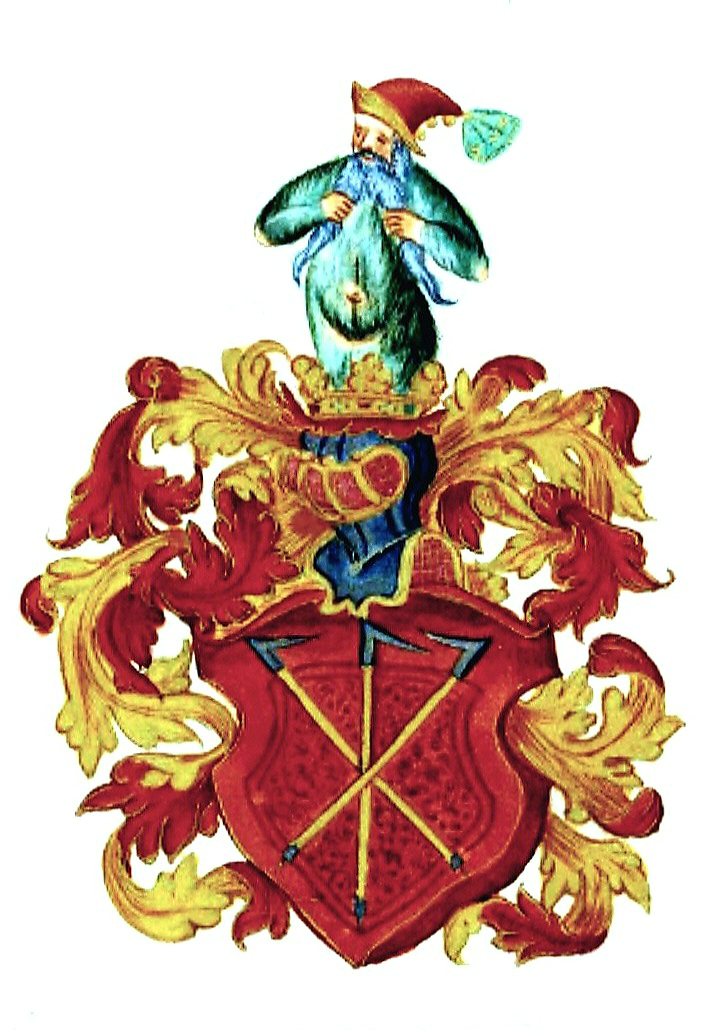
Wappen des Hieronymus Reihing, im Stammbuch des Christoph Conrad Neithart, 1594

Reihing (auch Reyhing Reiching, bzw. Rephing) war der Name eines adligen Augsburger Patriziergeschlechts.

## Geschichte
Herkunftsort der Familie soll ursprünglich das Städtchen Horb am Neckar gewesen sein. Von dort aus zogen die Reihing weiter über die Reichsstädte Reutlingen, Esslingen am Neckar und Ulm nach Augsburg.
Die ununterbrochene Stammreihe beginnt mit dem Kaufmann zu Ulm Erhard Reyhing (* um 1425 in Horb am Neckar), welcher mit Betonia Rehm (* um 1435 in Augsburg) verheiratet war. Durch seine Ehe 1487 mit Veronika Imhof erlangte der Sohn von Erhard, Ludwig Reihing (* um 1460 in Ulm), das Augsburger Bürgerrecht und wurde in die Herrenstube aufgenommen. Des Weiteren fungierte er als Handelsvertreter der Vöhlin-Gesellschaft in Antwerpen, war Mitinhaber an der Welser-Gesellschaft und Vertreter der Kaufleutezunft im Großen Rat. Siebmachers Wappenbuch zufolge verlieh Kaiser Friedrich III. am 22. März 1452 in Rom den Vettern Konrad und Hans Reihing einen Wappenbrief.
Die Tochter von Ludwig, Barbara Reihing (* 1491 in Augsburg) heiratete 1513 den aus der Reichsstadt Kaufbeuren stammenden Handelsherrn Georg Hörmann (Hermann). Durch diese Heirat trat jener in verwandtschaftliche Beziehungen mit dem Grafen Anton Fugger, denn dessen Mutter und Barbara Reihings Mutter waren Schwestern aus dem Hause Imhoff, beide Töchter des Peter Imhoff. Barbara Reihings Mutter war Veronika geb. Imhoff und ihre Tante Regina geb. Imhoff die Ehefrau des Georg Fugger, des älteren Bruders des Jakob Fugger. Jene Barbara geb. Reihing († 1556), war nach dem Tod seiner Ehefrau Erzieherin der Töchter ihres Cousins, des Grafen Raymund Fugger.
Wie der Augsburger Stadtpfleger Paul von Stetten angab, sollen die Reihing 1530 von Kaiser Karl V. den Reichsadelsstand erhalten haben. 1538 wurden die Söhne von Ludwig, Hieronymus und Georg Reihing sowie deren Vettern Bernhard und Jakob Reihing in die Augsburger Patriziergesellschaft kooptiert. Hieronymus Reihing (Reiching), seit 1538 Patrizier von Augsburg, heiratete Anna Sulzer, Tochter des Leonhard I. Sulzer und der Ursula Meyttinger.
Die Reihing waren teilweise Anhänger der katholischen und mit Einführung der Reformation auch der evangelischen Konfession. 1547 war Johannes Reihing Domherr am Brixner Dom. Bernhard Reihing bekleidete 1570 in der Reichsstadt Esslingen das Bürgermeisteramt. Die Brüder Konrad und Jakob Reihing, Söhne Jakob Reihings des Älteren, traten in den Jesuitenorden ein. Das Geschlecht ist mit letzterem, dem überraschend zum Luthertum konvertierten Theologen und Hofprediger Jakob Reihing († 1628 in Tübingen), seit 1622 mit Maria Welser verheiratet, im Mannesstamm erloschen.

## Wappen
„Ein roter Schildt / darinn drey eysen mit gelben stangen / Auf dem Helm ein gelbe Kron / der wilde Mann so den Bart streicht an seiner farb / der Bart vfn Haar grau / der Hut rot mit eim gelben stulp / die Pfauenfedern an seiner farb / die helmdeck rot und gelb.“